# Annie Ross
Annie Ross (ur. jako Annabelle McCauley Allan Short 25 lipca 1930 w Mitcham, zm. 21 lipca 2020 w Nowym Jorku) – brytyjsko-amerykańska wokalistka jazzowa, pionierka wokalezy oraz aktorka. Laureatka NEA Jazz Masters Award 2010.

Leonard Feather: To najwybitniejsza wokalistka jazzowa od czasów Elli Fitzgerald.

## Życiorys

### Dzieciństwo
Była córką szkockich artystów wodewilowych – Johna „Jacka” Shorta i Mary Dalziel z d. Allan. Matka urodziła mnie rano – wspominała – a wieczorem dała występ. Leżałam w walizce na stole w garderobie. To było moje łóżeczko. Była jednym z pięciorga rodzeństwa. Jej starszy brat, James, został później artystą estradowym, impresariem, producentem teatralnym i reżyserem, posługującym się pseudonimem artystycznym „Jimmy Logan”. Już w wieku trzech lat pojawiała się na scenie w przedstawieniach objazdowych, w których występowali rodzice. Mając cztery lata, razem z rodziną popłynęła na wakacje statkiem do Nowego Jorku, gdzie wzięła udział w radiowym konkursie dla dzieci, prowadzonym przez słynnego bandlidera Paula Whitemana. Ubrana w kilt, mała Annabelle Short zaśpiewała w sposób nowoczesny tradycyjną piosenkę szkocką The Bonnie Banks o' Loch Lomond i wygrała. Nagrodą był kontrakt z wytwórnią filmową MGM. Jej ciotka, Ella Logan, siostra matki oraz znana szkocko-amerykańska aktorka i piosenkarka, występująca m.in. na Broadwayu, od razu przeprowadziła się z nią do Los Angeles. Natomiast rodzina wróciła do Wielkiej Brytanii. W 1938 wystąpiła w dwudziestominutowym filmie muzycznym Hala Roacha Our Gang Follies of 1938. Ciotka zajęta własna karierą, powierzyła jej wychowanie guwernantce. W 1943 MGM ponownie zaangażowała ją w filmie. Jako Annabelle Logan znalazła się w obsadzie fabularnej komedii muzycznej Presenting Lily Mars. Zagrała rolę młodszej siostry głównej bohaterki, w którą wcieliła się Judy Garland. Zyskała wtedy miano „szkockiej Shirley Temple”.
W wieku czternastu lat, chodząc już do szkoły średniej, Annabelle Logan zgłosiła się do konkursu na piosenkę, zorganizowanego dla młodzieży przez wytwórnię płytową Capitol. W rezultacie jej utwór pt. Let’s Fly został nagrany przez Johnny’ego Mercera i grupę wokalną The Pied Pipers. Do domu ciotki, której nie lubiła, przychodziło wielu sławnych jazzmanów takich jak pianiści Erroll Garner, Duke Ellington i trębacz Roy Eldridge. Często grywali w salonie ku radości Annabelle. Kiedyś zaśpiewała Ellingtonowi jego utwór I Didn’t Know About You. Zamurowało go – powiedziała po latach. Po pierwsze: dobrze zaśpiewałam, a po drugie: nikt nie znał tego numeru.

### Kariera
Pod koniec dziesiątej klasy, mając siedemnaście lat, porzuciła szkołę i postanowiła pójść własną drogą. Wyjechała do Nowego Jorku, gdzie studiowała w The American Academy of Dramatic Arts. Następnie wróciła do Szkocji, żeby po czternastu latach spotkać się z rodzicami. Niebawem udała się do Londynu z zamiarem rozpoczęcia kariery wokalnej. Przyjęła nazwisko: „Annie Ross” – podobno tak się zarejestrowała na liście pasażerów podczas lotu do Glasgow. Moja ciotka Ella miała dużą fantazję i kiedyś mi powiedziała, że moja babka nosiła nazwisko „Ross” – wyjaśniała zmianę danych osobowych. W Londynie przez niedługi czas pracowała dorywczo jako aktorka i piosenkarka, a potem skierowała się do Paryża. Dołączyła do tamtejszego środowiska jazzowego, którego w końcu  lat 40. znaczącą część stanowiła grupa muzyków ze Stanów Zjednoczonych. Nawiązała krótkotrwały romans z perkusistą Kennym Clarkiem, żonatym wówczas z wokalistką Carmen McRae, i w 1950 urodziła Kenny’ego Clarke’a juniora (zm. 2018). Decyzją obojga rodziców malec został oddany na wychowanie bratu ojca i jego żonie w Pittsburghu.
W 1952 wróciła do Nowego Jorku. Zatrudniła się w sklepie, a zamieszkała w pensjonacie. Wkrótce jednak zgłosił do niej Bob Weinstock, właściciel wytwórni Prestige Records, z propozycją nagrania utworu na podstawie jakiegoś sola instrumentalnego, do którego napisałaby tekst. Jako przykład miały jej posłużyć dokonania Kinga Pleasure’a, „ojca wokalezy”. Wybrała utwór Twisted saksofonisty tenorowego Wardella Graya, który w jej wykonaniu stał się środowiskowym przebojem. Prestiżowy amerykański tygodnik jazzowy „DownBeat” przyznał jej wtedy Nagrodę Nowej Gwiazdy (New Star Award). W 1953 jako wokalistka zespołu wibrafonisty Lionela Hamptona znów udała się do Europy, pozostając w Londynie po zakończeniu tournée. W lutym 1956  brytyjski tygodnik „New Musical Express” doniósł, że nadawanie wykonywanej przez nią piosenki I Want You to Be My Baby zostaje zakazane ze względu na słowa: „Chodź na górę pouprawiać miłość” („Come upstairs and have some loving”). Wkrótce potem kolejny raz przybyła do Nowego Jorku, żeby wystąpić w broadwayowskiej inscenizacji brytyjskiej rewii Cranks.
W 1957 podjęła pracę z Jonem Hendricksem i Dave’em Lambertem. W ten sposób powstała najsłynniejsza w historii jazzu grupa wokalna: Lambert, Hendricks & Ross. Z Hendricksem jako głównym autorem tekstów i Lambertem jako aranżerem trio, stale dopracowując sztukę wokalezy, spopularyzowało ją w świecie muzyki. Zdobywało liczne nagrody i wyróżnienia. We wrześniu 1959 trójka wokalistów pojawiła się na okładce „DownBeatu”, opatrzonej nagłówkiem: Najbardziej ekscytująca nowa grupa w jazzie. Przez kilka lat wygrywała w corocznych plebiscytach tego pisma w kategorii „Grupa wokalna” w głosowaniu zarówno czytelników jak krytyków. W 1961 trio otrzymało nagrodę Grammy za album High Flying, uzyskując już wcześniej dwie nominacje.
W 1962 odeszła z grupy – oficjalnie ze względu na kłopoty ze zdrowiem, a faktycznie wskutek utarczek z Hendricksem spowodowanych jej uzależnieniem od heroiny. Do jej problemów przyczynił się także burzliwy związek z Lennym Brucem – standuperem, który również nie stronił od heroiny. Z triem rozstała się podczas występów w Londynie po zapaści narkotykowej. Postanowiła pozostać w Anglii i podjąć walkę z nałogiem, w której dużą pomoc okazał jej brat – Jimmy. W końcu zerwała z uzależnieniem, ale zajęło jej to wiele lat.
W 1963 wyszła za mąż za aktora Seana Lyncha. Rok później z pomocą męża otworzyła nocny klub – Annie’s Room, w którym śpiewały m.in. takie gwiazdy jak Nina Simone, Anita O’Day i jej były kolega z tria – Jon Hendricks. W 1965 zaśpiewała w Warszawie na festiwalu Jazz Jamboree. Ponadto występowała w teatrze, kabaretach, napisała nawet książkę kucharską. Mimo to w 1975 ogłosiła upadłość, sprzedała dom oraz rozwiodła się z mężem, który wkrótce potem zginął w wypadku samochodowym
Nie załamała się jednak. Ponieważ oferta pracy dla wokalistki była ograniczona, zajęła się aktorstwem. Już w 1972 zagrała w filmie kryminalnym Straight On till Morning, a w 1974 epizod w horrorze The Beast Must Die. Grała w londyńskich teatrach m.in. w Operze za trzy grosze i operetce Piraci z Penzance. W 1975 ustami Ingrid Thulin zaśpiewała piosenkę w obrazie Salon Kitty. Potem wystąpiła jeszcze w szeregu znanych produkcji: Supermanie III (1983), Wyrzuć mamę z pociągu (1987) oraz Na skróty (1993).

### Ostatnie lata
W latach 90. podczas tournée została zapytana przez dziennikarza: Czego może się spodziewać stary fan Annie Ross na jej koncercie? Odparła bez wahania: Starej Annie Ross, jak sądzę. W 2001 otrzymała obywatelstwo amerykańskie. Mając już ponad siedemdziesiąt lat, związała się z biznesmenem Dave’em Usherem, który w 1952 dokonał jej nagrań dla wytwórni Dee Gee, założonej przez niego wraz z trębaczem Dizzym Gillespiem.
Zmarła w swoim domu na Manhattanie z powodu powikłań związanych z rozedmą płuc i chorobami serca. Miała 89 lat

## Dyskografia
- 1953 New Sounds from France – Jack Dieval Quartet with James Moody–Annie Ross (Prestige)
- 1956
  - Annie by Candlelight – Annie Ross with Tony Crombie 4-tel (Nixa)
  - Singin’ ’N Swingin’ – Annie Ross–Dorothy Dunn–Shelby Davis (Regent/Savoy)
- 1959
  - Gypsy – Annie Ross and Buddy Bregman Orchestra (World Pacific)
  - A Gasser! – Annie Ross and Zoot Sims (World Pacific)
  - Annie Ross Sings a Song with Mulligan! (World Pacific)
- 1963
  - Sings a Handful of Songs (Ember)
  - Loguerhythms – Songs from the Establishment – Annie Ross and the Tony Kinsey Quintet (Transatlantic)
- 1965 Portrait of Annie Ross (Pye Records)
- 1967 Annie Ross & Pony Poindexter with the Berlin All Stars – Recorded at the Tenth German Jazz Festival in Frankfurt (Saba)
- 1968 Fill My Heart with Song (Decca)
- 1971 You and Me Baby (Decca)
- 1981 In Hoagland 1981 – Georgie Fame–Annie Ross–Hoagy Carmichael (Bald Eagle)
- 1983 Like Someone in Love (Bulldog)
- 1996 Music Is Forever (DRG)
- 2003 Live in London (Harkit)
- 2014 To Lady with Love (Red Anchor)

Różni wykonawcy
- 1956 Cranks (His Master’s Voice) – rewia Johna Cranko
- 1965 Jazz Jamboree ’65 (Polskie Nagrania „Muza”) – Annie Ross z triem Wojciecha Karolaka/Joachim Kühn Trio
- 1970 The Bebop Singers – Eddie Jefferson–Joe Carroll & Annie Ross (Prestige)

Lambert, Hendricks & Ross
- 1958 
  - Sing a Song of Basie (ABC/Paramount)
  - Sing Along with Basie (Roulette Records)
- 1959
  - The Swingers! – Lambert, Hendricks & Ross with Zoot Sims (World Pacific Records)
  - A Good Git-Together (World Pacific)
  - The Hottest New Group In Jazz (Columbia)
- 1960
  - Lambert, Hendricks & Ross Sing Ellington (Columbia)
  - High Flying (Columbia)
- 1962 The Real Ambassadors (CBS) – różni wykonawcy
- 1979 Basie Live in Person with Vocals by Lambert, Hndricks & Ross Plus Joe Williams (Natural Organic)
- 1989 Everybody’s Boppin (Columbia)

## Wyróżnienia
- 1995 Major Jazz Vocalist mianowana przez Stowarzyszenie Kabaretów Manhattanu (Manhattan Association of Cabarets – MAC)[13]
- 2009 Umieszczenie jej nazwiska na Ścianie Sławy Amerykańskiego Stowarzyszenia Kompozytorów, Autorów i Wydawców (ASCAP)[8]
- 2010 NEA Jazz Masters Award
- 2011 Nagroda za Całokształt Dokonań (Lifetime Achievement Award) przyznana przez MAC[13]

## Upamiętnienie
- W lipcu 2006 w The Space Theatre w Londynie odbyła się premiera monodramu pt. Twisted – The Annie Ross Story autorstwa Briana McGeachana z Verity Quade w roli Annie Ross. Tematyka sztuki koncentruje się na jej konfliktowych relacjach  z ciotką – Ellą Logan, krótkim romansie z Lennym Brucem oraz uzależnieniu od heroiny. Jeszcze w tym samym roku spektakl przeniesiono do miejscowego Brockley Jack Theatre, a w postać wokalistki wcieliła się Betsy Pennington.
- 21 lutego 2012 na festiwalu filmowym w Glasgow miał premierę poświęcony jej film dokumentalny pt. No One but Me[14].